# مايك كوالسكي
مايك كوالسكي (بالإنجليزية: Mike Kowalski)‏ هو موسيقي أمريكي، ولد في 28 يوليو 1944 في هوليوود في الولايات المتحدة.

## وصلات خارجية
- مايك كوالسكي على موقع ميوزك برينز (الإنجليزية)
- مايك كوالسكي على موقع أول ميوزيك (الإنجليزية)
- مايك كوالسكي على موقع ديسكوغز (الإنجليزية)